# کنستانتین کودرسکو
کنستانتین کودرسکو (رومانیایی: Constantin Codrescu؛ ‏ تلفظ رومانیایی: [konstanˈtin koˈdresku]؛ ‏ زادهٔ ۵ سپتامبر ۱۹۳۱) بازیگر اهل رومانی است.
از فیلم‌هایی که وی در آن نقش داشته‌است، می‌توان به رز زرد، تلهٔ مزدوران، گردنبند فیروزه‌ای، ولاد تسپش و میهای دلیر اشاره کرد.